# Polský templ
Polský templ (též Polská škola) byla synagoga v Brně, ve čtvrti Trnitá, v ulici Křenová. Fungovala od roku 1883 a přestala být využívána před rokem 1927.

## Historie
Charakter Polského templu byl na rozhraní synagogy a modlitebny. Vznikl v roce 1883 ve dvorním křídle nájemního domu pozdějšího čísla Křenová 22 pro židovské obyvatele, kteří do Brna přišli z východní Haliče. Templ zabíral nejjižnější část traktu, zhruba třetinu jeho délky, vchod se nacházel na západní straně. Sama budova byla pravděpodobně starší a pro potřeby věřících pouze adaptována. Délka vnitřního prostoru synagogy byla limitována šířkou traktu přibližně 12 m, na šířku měl interiér templu 5–6 m (východním směrem se zužoval). Zaklenut byl třemi poli klenby. Budova přestala být nábožensky využívána za první republiky, pravděpodobně před rokem 1927. Následně ji komerčně využívala firma Frank & Neufeld. Roku 1954 byl interiér bývalého Polského templu přestropován a fungovala zde aranžérská dílna podniku Textil-oděvy Brno, po roce 1989 zde byl sklad sousední prodejny potravin. V roce 2006 byl bývalý dvorní trakt s prostorem někdejší synagogy zbořen.